# Kamenná Poruba (Žilina)
Kamenná Poruba (ungarisch Kővágás – bis 1907 Kőporuba) ist eine Gemeinde im Norden der Slowakei mit 1852 Einwohnern (Stand 31. Dezember 2024) im Okres Žilina, einem Kreis des Žilinský kraj.

## Geographie

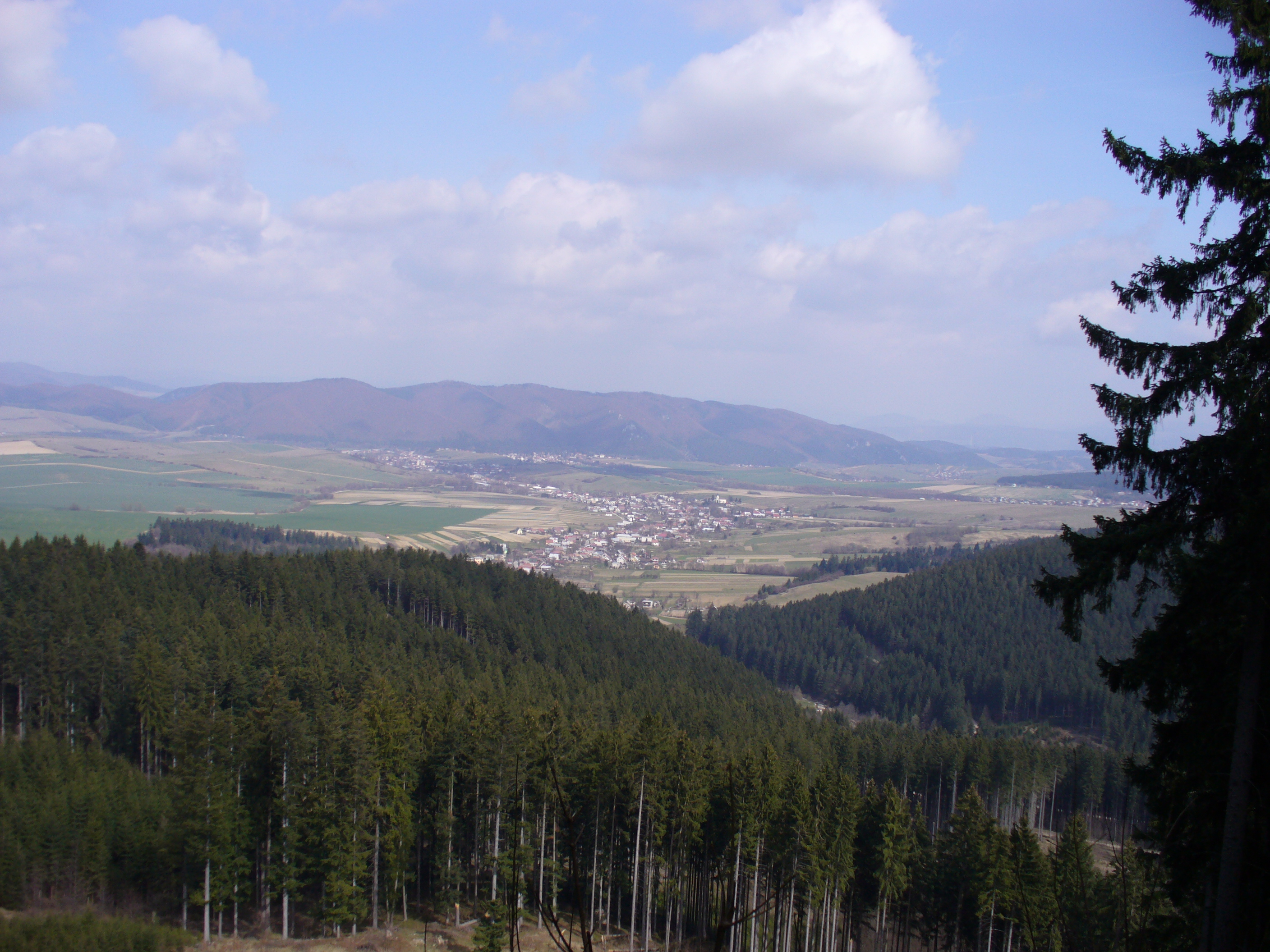
Kamenná Poruba vom Hang des Bergs Sokol aus gesehen

Die Gemeinde befindet sich im Talkessel Rajecká kotlina, einer Untereinheit der größeren Žilinská kotlina am Bach Porubský potok. Im Süden geht das Gemeindegebiet in die südlichen Ausläufer der Kleinen Fatra über. Das Ortszentrum liegt auf einer Höhe von 484 m n.m. und ist fünf Kilometer von Rajecké Teplice sowie 19 Kilometer von Žilina entfernt.

## Geschichte
Der Ort entstand wohl im frühen 14. Jahrhundert nach Ausgliederung aus dem Ort Konská und ist zum ersten Mal in einer Urkunde des Neutraer Konvents als Stephanburbaya schriftlich erwähnt und gehörte damals gemeinsam mit Stránske dem Geschlecht Balog, später Kardos. Der heutige Name erscheint 1511 in der Form Kewporuba, was auf eine Gründung am steinigen Boden in einer Waldlichtung hinweist. Im Ort wohnten Familien aus dem niederen Adel, die der Burg Lietava unterstanden. 1543 gab es hier 13 Bauernfamilien, zehn Leibeigene und zwei Vögte. 1828 zählte man 102 Häuser und 709 Einwohner, die in Landwirtschaft beschäftigt waren.
Bis 1918 gehörte der im Komitat Trentschin liegende Ort zum Königreich Ungarn und kam danach zur Tschechoslowakei beziehungsweise heute Slowakei.

## Bevölkerung
| Jahr                | 1994 | 2004    | 2014    | 2024    |
| ------------------- | ---- | ------- | ------- | ------- |
| Anzahl der Personen | 1685 | 1815    | 1857    | 1852    |
| Unterschied         |      | +7,71 % | +2,31 % | −0,26 % |

| Jahr                | 2023 | 2024    |
| ------------------- | ---- | ------- |
| Anzahl der Personen | 1860 | 1852    |
| Unterschied         |      | −0,43 % |

Gemäß der Volkszählung 2011 wohnten in Kamenná Poruba 1823 Einwohner, davon 1793 Slowaken, zwei Tschechen und ein Russine; ein Einwohner war anderer Ethnie. 26 Einwohner machten keine Angabe. 1746 Einwohner gehörten zur römisch-katholischen Kirche, sieben Einwohner zu den Zeugen Jehovas, zwei Einwohner zur griechisch-katholischen Kirche und jeweils ein Einwohner zur evangelischen Kirche A. B. und zur orthodoxen Kirche; ein Einwohner war anderer Konfession. 21 Einwohner waren konfessionslos und bei 44 Einwohnern ist die Konfession nicht ermittelt.
Ergebnisse nach der Volkszählung 2001 (1780 Einwohner):
| Nach Ethnie: - 99,72 % Slowaken - 0,22 % Tschechen | Nach Konfession: - 98,99 % römisch-katholisch - 0,34 % konfessionslos - 0,17 % griechisch-katholisch - 0,11 % keine Angabe |

## Sehenswürdigkeiten
- römisch-katholische Allerheiligenkirche